# Parroquia San Pedro Apóstol (Puerto de Sagunto)
La parroquia San Pedro Apóstol es una iglesia ubicada en Puerto de Sagunto (Comunidad Valenciana, España). Fue fundada el 9 de marzo de 1954.

## Historia
El 9 de marzo de 1954 se inauguró la parroquia San Pedro Apóstol. Su párroco era Francisco Blanquer Copoví y su obispo auxiliar fue Jacinto Argaya. Cuando se produjo la toma de posesión, el obispo auxiliar obtuvo el permiso de director de Altos Hornos para poder utilizar provisionalmente el colegio de María Inmaculada, también ubicado en el Puerto de Sagunto.